# 1991 AH2
1991 AH2 är en asteroid i huvudbältet som upptäcktes den 7 januari 1991 av den australiensiske astronomen Robert H. McNaught vid Siding Spring-observatoriet.
Asteroiden har en diameter på ungefär 10 kilometer.